# هانا-راوهیتی مایپی-کلارک
هانا-راوهیتی مایپی-کلارک (انگلیسی: Hana-Rawhiti Maipi-Clarke؛ زادهٔ سپتامبر ۲۰۰۲ (۲۲ سال)) سیاست‌مدار اهل نیوزیلند است.

## دیدگاه‌ها و مواضع
در سخنرانی نخستین خود در دسامبر ۲۰۲۳، مایپی-کلارک به انتقاد از دولت ملی تحت رهبری ائتلاف پرداخت و ادعا کرد که این دولت "از هر گوشه‌ای به تمام جهان من حمله کرده است". او به بهداشت، محیط زیست، آب، زمین، منابع طبیعی و کودکان به عنوان حوزه‌های کلیدی اختلاف با دولت اشاره کرد.

### سن رای‌گیری
مایپی-کلارک از کاهش سن رای‌گیری به ۱۶ سال حمایت کرده است.